# Mount Allan
Mount Allan ist ein solitärer Berg von 1600 m Höhe und das größte Bergmassiv in den Traverse Mountains an der Rymill-Küste des antarktischen Palmerlands.
Das UK Antarctic Place-Names Committee benannte ihn nach Thomas John Allan (1940–1966), Funker des British Antarctic Survey zwischen 1965 und 1966 auf der Stonington-Insel, der gemeinsam mit dem Fahrzeugmechaniker John Fraser Noel (1942–1966) bei einer Schlittenexkursion im Mai 1966 am Tragic Corner an der Fallières-Küste ums Leben kam.